# Arrabbiata
Arrabbiata es una preparación en forma de salsa típica de la cocina italiana, en concreto de la ciudad de Roma. La salsa posee como características el tomate, el ajo, el pimiento chile rojo; todo ello preparado en aceite de oliva. La salsa se elabora por regla general con algunos platos de pasta, a veces finamente picado con perejil espolvoreado en la parte superior.
Su nombre proviene del italiano arrabbiato, que quiere decir "enojado, furioso", haciendo referencia al sabor fuerte que la caracteriza.

## Variantes y usos
Ejemplos de su uso en pasta son las "penne all'arrabbiata", típicas del Lacio.